# Amazonen-Werke
Die Amazonen-Werke (Eigenschreibweise AMAZONEN-WERKE H. Dreyer SE & Co. KG) ist ein Hersteller von Land- und Kommunalmaschinen. Das Stammwerk des 1883 von Heinrich Dreyer gegründeten Unternehmens befindet sich in Hasbergen-Gaste, Niedersachsen.

## Herkunft des Namens
Da sich das Geschäft von Heinrich Dreyer nach der Gründung gut entwickelte, suchte er 1891, im Zuge der landwirtschaftlichen Ausstellung DLG in Bremen, nach einem vorteilhaften Namen für seine Maschinen.:16 Ein örtlicher Lehrer schlug ihm den Namen „AMAZONE“ vor, den er ihm auf Deutsch mit „Heldin“ übersetzte. Dreyer ging darauf ein und ließ ihn sich als Warenzeichen eintragen.:14
1912 erfolgte die Umbenennung von Maschinenfabrik H. Dreyer in Amazonenwerk. Der Hauptgrund dafür waren Verwechslungen mit seinem Bruder Wilhelm, der sich Heinrich Wilhelm Dreyer nannte und ihm Konkurrenz machte.:41

## Geschichte
Gründer Heinrich Dreyer begann 1883 zunächst mit der Produktion von Getreidereinigungsmaschinen, später kamen Pflüge, Kultivatoren, Kartoffelsortierer und 1915 die ersten Düngerstreuer hinzu. Schon früh begann Dreyer auch mit dem Export, so wurden 1906 die ersten Getreidereinigungsmaschinen nach Valparaíso in Chile verkauft.
Mit dem Ausbruch des Ersten Weltkrieges brachen die Geschäfte schlagartig zusammen. Alle jungen Männer wurden sofort in den Krieg eingezogen, sodass sich die Anzahl der Belegschaft auf ca. 40 Mitarbeiter reduzierte, nachdem zwischenzeitlich der Betrieb zeitweilig ganz stillgelegt worden war.:40
In den Jahren nach 1934 erlebten der Amazone Walzenstreuer und die Kartoffelsortiermaschine einen gewaltigen Aufschwung, so dass die Belegschaft in Gaste bis 1939 auf über 500 Mitarbeiter aufgestockt wurde.:73 Der Aufschwung war auch Folge einer starken Förderung der Landwirtschaft nach der Machtergreifung der Nationalsozialisten in Deutschland, um von Lieferungen aus dem Ausland unabhängig zu werden. Später erkannte man, dass diese Autarkiebestrebungen Teil der Vorbereitungen für den nächsten Krieg waren.:74 1934 übernahmen die Söhne des Firmengründers Erich und Heinrich die Geschäfte. Heinrich Dreyer sen. starb am 11. Juni 1939, wenige Monate vor Ausbruch des Zweiten Weltkrieges.:73 Heinrich Dreyer jr. war von 1934 bis 1938 in der SA und anschließend Mitglied der NSDAP. Während des Zweiten Weltkriegs war zwischenzeitlich das Panzerregiment 6 „Neuruppin“ und drei weitere Firmen im Amazonenwerk einquartiert. Wehrfähige Männer unter den Mitarbeitern, darunter auch Erich Dreyer, der kaufmännische Leiter der Firma, wurden zum Kriegsdienst eingezogen. Dadurch wurde die Zahl der Mitarbeiter nach und nach erheblich reduziert. Die fehlenden Mitarbeiter wurden durch zugeteilte Kriegsgefangene ersetzt.:75 Am 18. April 1945 fiel Erich Dreyer in der damaligen Tschechoslowakei.:79
Am 28. November 1957 verstarb, plötzlich und unerwartet, Heinrich Dreyer im Alter von 57 Jahren.:95 Darauf übernahmen am 2. Januar 1958 Heinz Dreyer und Klaus Dreyer die Geschäftsführung der AMAZONEN-WERKE in der dritten Familiengeneration.:98
Nach den ersten Drillmaschinen 1949 kamen 1959 die ersten Stalldungstreuer auf dem Markt. Sehr erfolgreich waren in den 1960er Jahren die Zweischeibendüngerstreuer ZA und die Drillmaschine D4, mit denen Amazone die Marktführerschaft in diesem Segment erreichte. 1967 erfolgte der Einstieg in die Bodenbearbeitung. Amazone entwickelte als erster Hersteller zapfwellengetriebene Bodenbearbeitungsgeräte, die mit einer Drillmaschine kombiniert werden konnten. Zunächst wurden die Rüttelegge, dann der Kreiselgrubber und schließlich die Kreiselegge in die Produktpalette aufgenommen. Später, nach der deutschen Wiedervereinigung, wurden weitere passiv arbeitende Bodenbearbeitungsmaschinen auf den Markt gebracht, nachdem im Jahre 1998 die BBG Bodenbearbeitungsgeräte in Leipzig gekauft wurden. Diese Firma hat eine besondere Tradition, denn ihre Ursprünge führen auf die Gründung der Firma RUD. SACK durch Rudolph Sack im Jahr 1863 zurück. Dieses Unternehmen war vor dem Zweiten Weltkrieg der größte Pflug- und Drillmaschinenhersteller der Welt. 1987 erschien die erste Einzelkornsämaschine von Amazone.
1999 erfolgte ein weiterer Wandel. Christian Dreyer übernahm die Geschäftsführung von seinem Vater Klaus Dreyer.:168 Ende 2005 trat dann auch Justus Dreyer, Sohn von Heinz Dreyer in die Geschäftsleitung ein und schloss den Wechsel in die 4. Generation der Familien Dreyer ab.:176

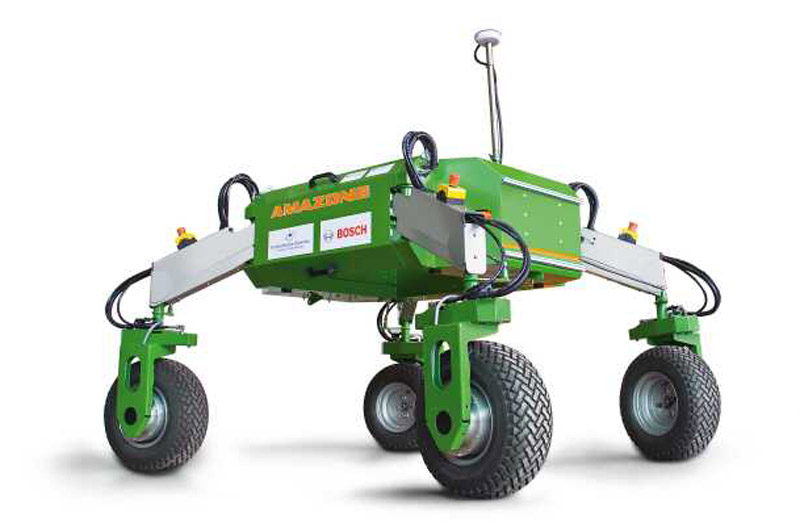
Amazone BoniRob Feldroboter-Entwicklungsprojekt

2008 wurde die Amazone-Stiftung gegründet, die im folgenden Jahr erstmals junge Nachwuchskräfte für ihre studentischen Abschlussarbeiten im Bereich der Landtechnik auszeichnete. 2009 nahm Amazone die Montage von Großsämaschinen am neuen Standort Hude-Altmoorhausen auf und begann im Tecklenburger Ortsteil Leeden im Tecklenburger Land mit der Eigenproduktion von Selbstfahrerfeldspritzen namens Pantera. Zudem wurde ein als BoniRob bezeichneter autonomer Feldroboter für das Einzelpflanzen-basierte Versuchswesen vorgestellt, der in Kooperation mit der Hochschule Osnabrück, der Robert Bosch GmbH und anderen Partnern entwickelt wurde.
Im Januar 2010 wurde eine neue Düngerstreuer-Testhalle in Hasbergen-Gaste in Betrieb genommen. Mit dieser ist es dem Unternehmen möglich, Düngerstreuer bis zu einer Arbeitsbreite von 72 Metern zu testen sowie neue Düngersorten auf ihre Stoff- und Streueigenschaften zu untersuchen.
Im Februar 2011 hat Amazone die Sparte Lagertechnik verkauft. Im September 2016 erwarb Amazone die Pflugproduktion vom insolventen Hersteller Vogel & Noot. Am 1. Januar 2019 hat Amazone die Hacktechniksparte der Maschinenfabrik Schmotzer übernommen.
2019 wurde eine strategische Partnerschaft in dem SmartSprayer-Gemeinschaftsprojekt von Bosch, BASF/xarvio und Amazone beschlossen, welche eine bedeutende Entwicklung im Bereich der Landwirtschaft 4.0 darstellt und durch erhebliche Einsparungen von Herbiziden eine Grundlage für die nachhaltige Landwirtschaft ist.
Seit Juni 2020 führt Amazone mit der Agravis ein langfristig angelegtes Ackerbau-Versuchsprojekt auf dem neuen Versuchsgut Wambergen durch. Unter dem Titel „Controlled Row Farming“ (CRF) wird ein vollkommen neues Ackerbauverfahren für die Landwirtschaft vorgestellt, bei dem jede pflanzenbauliche Maßnahme im Bezug zu einer festen Reihe erfolgt.
Im Juni 2022 investierte Amazone in die Zusammenarbeit mit dem Startup AgXeed B.V, das autonome Feldroboter entwickelt. Ziel der Partnerschaft ist die Weiterentwicklung der Amazone Anbaugeräte im Hinblick auf den autonomen Einsatz im Feld.
Im April 2024 hat Amazone den brasilianischen Hersteller von Düngerstreuern MP AGRO übernommen.

## Unternehmensstruktur

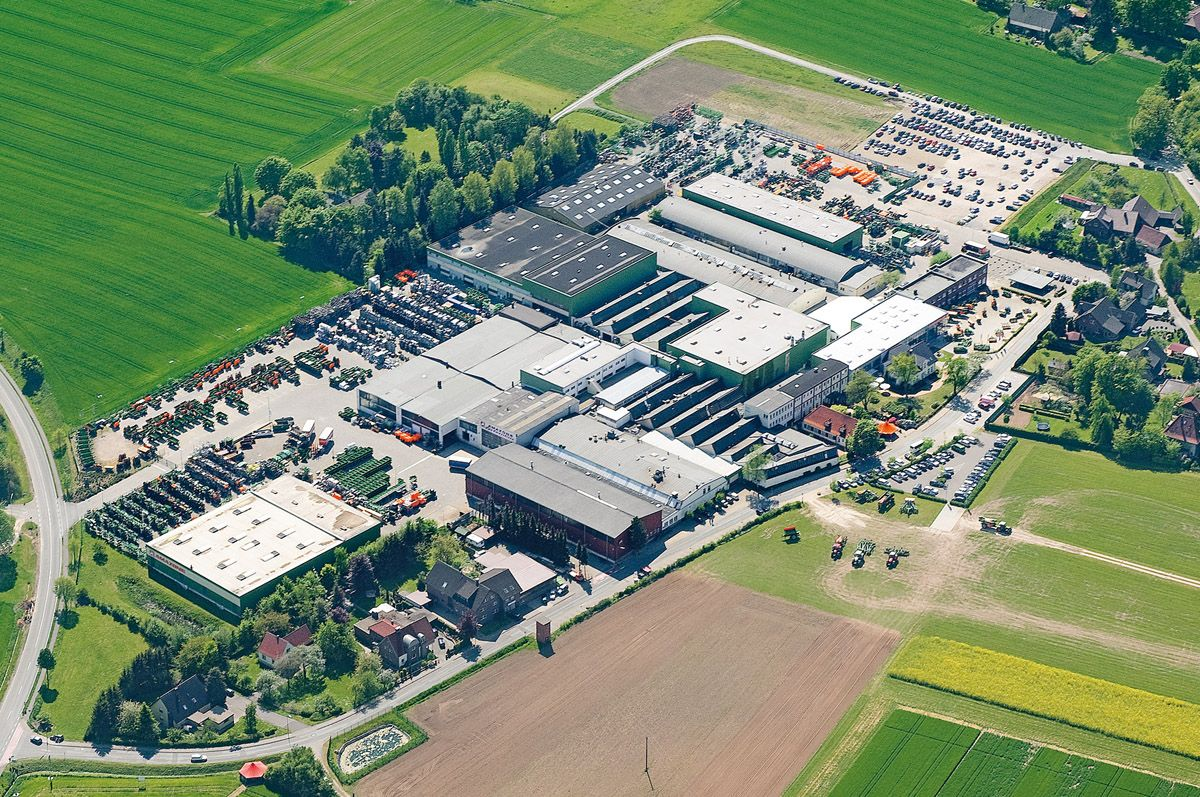
Amazone-Stammwerk in Hasbergen-Gaste bei Osnabrück

Die Anteile des Unternehmens liegen vollständig bei den beiden Familien Dreyer. Als Verwaltungsrat in vierter Generation stehen Justus Dreyer und Christian Dreyer an
der Spitze der Amazone-Gruppe. Die Mitarbeiterzahl beträgt insgesamt ca. 2.600. Der Umsatz betrug 2024 763 Millionen Euro. Das entspricht einem Umsatzrückgang von 10,4 % gegenüber dem Vorjahr, in dem ein Höchstwert von 852 Mio. erreicht wurde. Im Vergleich der aktuellen Umsatzentwicklung der Mitgliedsunternehmen des Verbands Deutscher Maschinen- und Anlagenbauer von durchschnittlich rund - 28 % zum Geschäftsjahr 2023 konnte sich AMAZONE somit überdurchschnittlich gut auf dem Markt behaupten. Der Exportanteil liegt bei rund 80 % (Stand 2024). Die Kunden von Amazone sind Landwirte, landwirtschaftliche Lohnunternehmer, Kommunen und verwandte Bereiche.

### Standorte
Fertigungsstandorte befinden sich an folgenden Orten:
- Hasbergen-Gaste (Stammwerk): Düngerstreuer
- Hude bei Oldenburg: aktive Bodenbearbeitung
- Altmoorhausen: Sätechnik
- Forbach (Frankreich): Kommunalgeräte
- Leipzig: BBG-Bodenbearbeitungsgeräte (ehemals Rudolph Sack Leipzig): passive Bodenbearbeitung und Pflanzenschutzspritze „UG“. Am gleichen Standort werden Reihenhacken zur mechanischen Unkrautbekämpfung produziert.
- Leeden (Stadt Tecklenburg): Amazone Technologie Leeden (AT), Ersatzteillager, Gebrauchtmaschinencenter
- Amazone Technologie Bramsche (Stadt Bramsche): Direktsätechnik, Pflanzenschutzspritzen, Selbstfahrspritzen und Düngerstreuer
- Samara (Russland): GAG Eurotechnik Samara
- Mosonmagyaróvár (Ungarn): Pflüge (ehemals Vogel & Noot Mezögépgyar Kft.)
- Ibaté (Brasilien): MP Agro

In Deutschland unterhält Amazone vier Werksniederlassungen: in Rendsburg, Gottin, Kottenheim und Gablingen.
Vertriebsstandorte gibt es in China, Großbritannien, Frankreich, Polen, Ukraine, Ungarn und Russland.

### Produktpalette
Amazone produziert Bodenbearbeitungsmaschinen, Sämaschinen, Einzelkornsämaschinen, Düngerstreuer und Pflanzenschutzspritzen in verschiedenen Ausführungen, weiterhin Maschinen für die Park- und Grünflächenpflege sowie den Winterdienst. Parallel zur Produktion von Landmaschinen führt Amazone Ackerbauprojekte und -versuche durch. Ein weiteres Standbein war bis 2011 die Projektierung und der Bau von Mehrzwecklagerhallen.

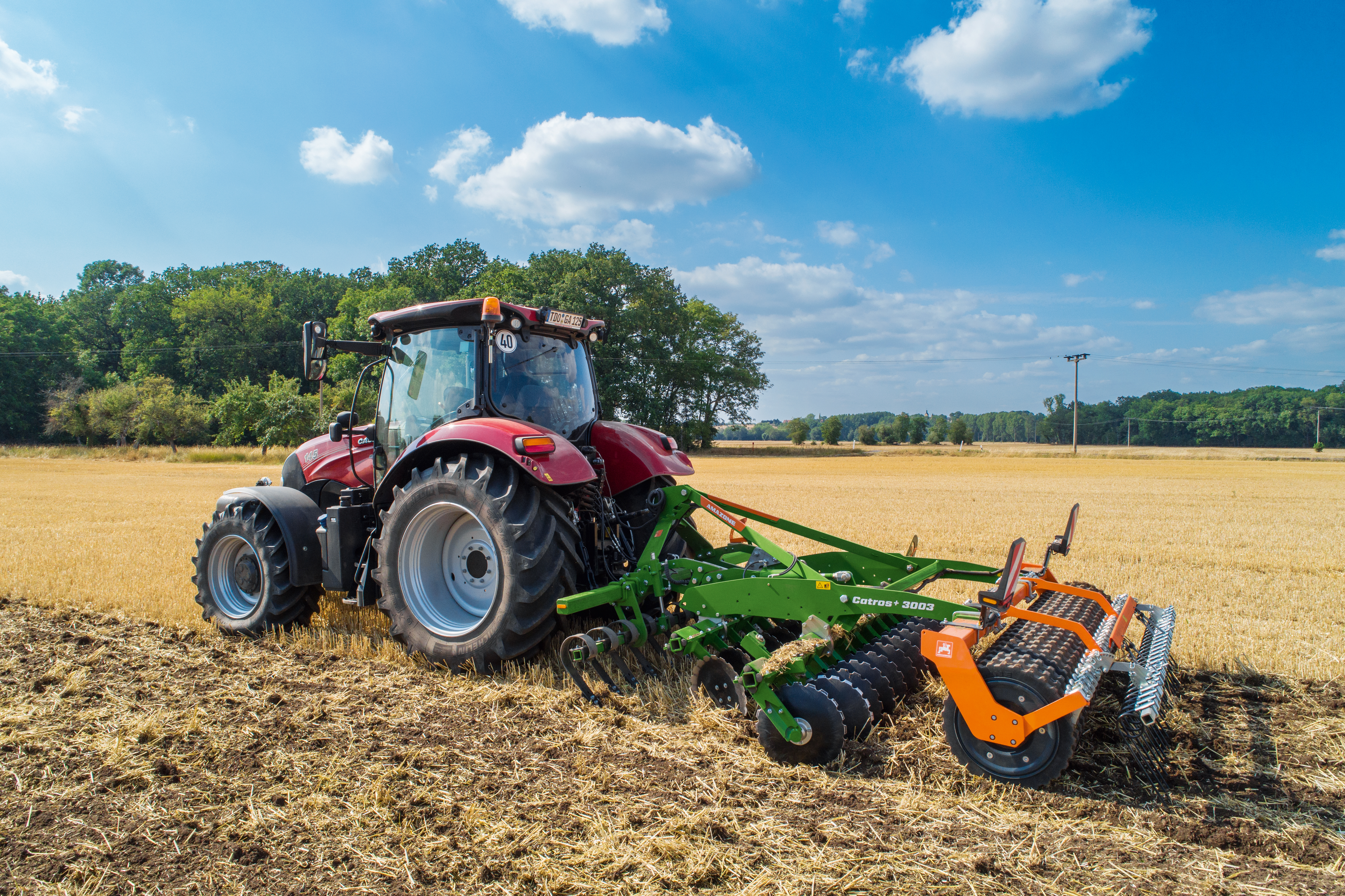
Anbau-Kompaktscheibenegge Catros
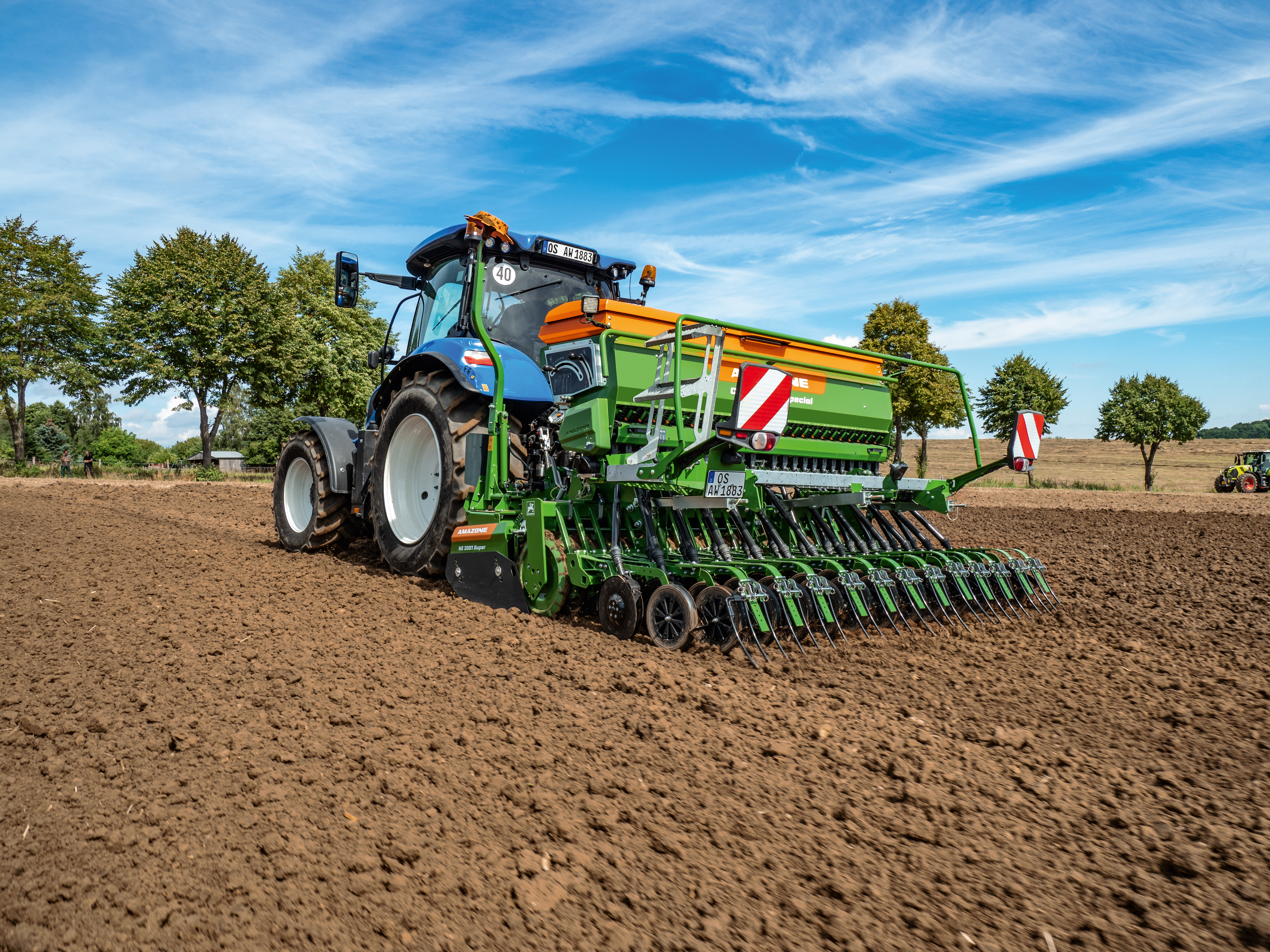
Mechanische Anbau-Sämaschine Cataya auf Kreiselegge aufgebaut
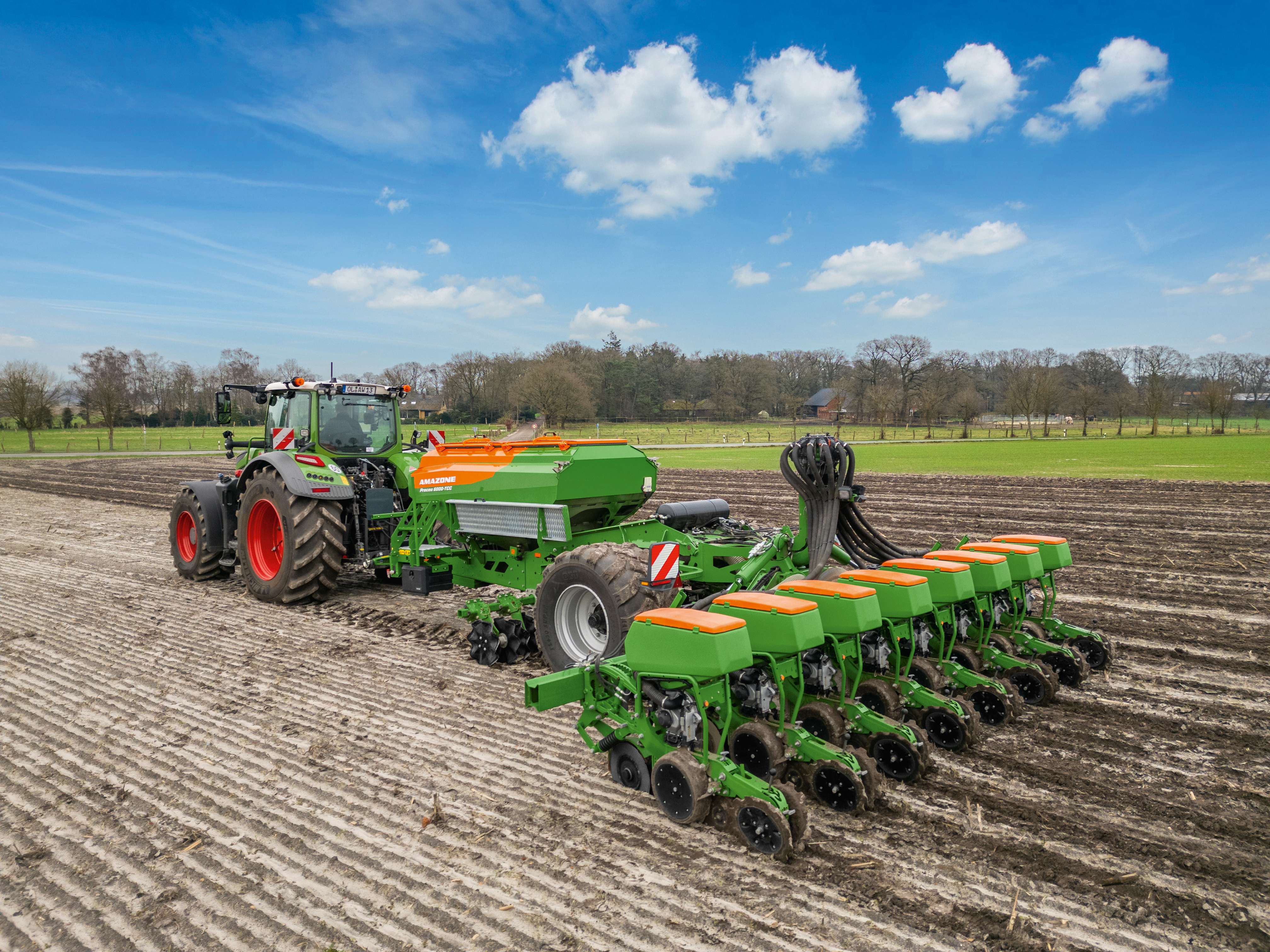
Anhänge-Einzelkorn-Sämaschine Precea TCC
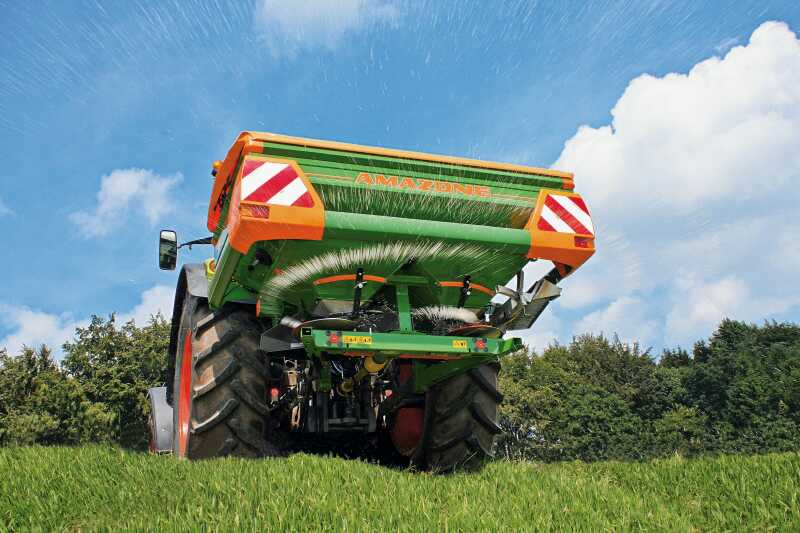
Anbaustreuer ZA-M 1001
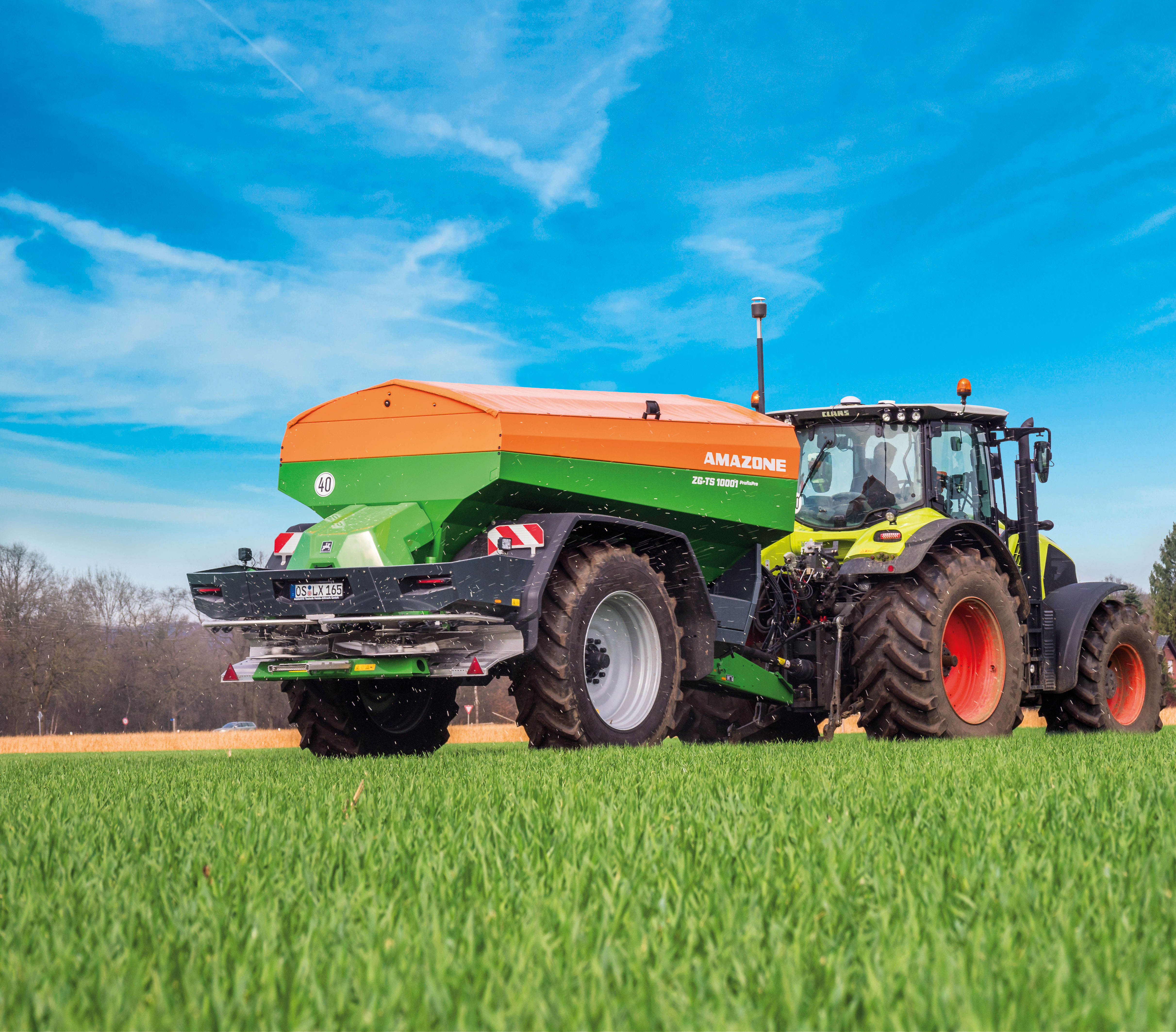
Anhängestreuer ZG-TS
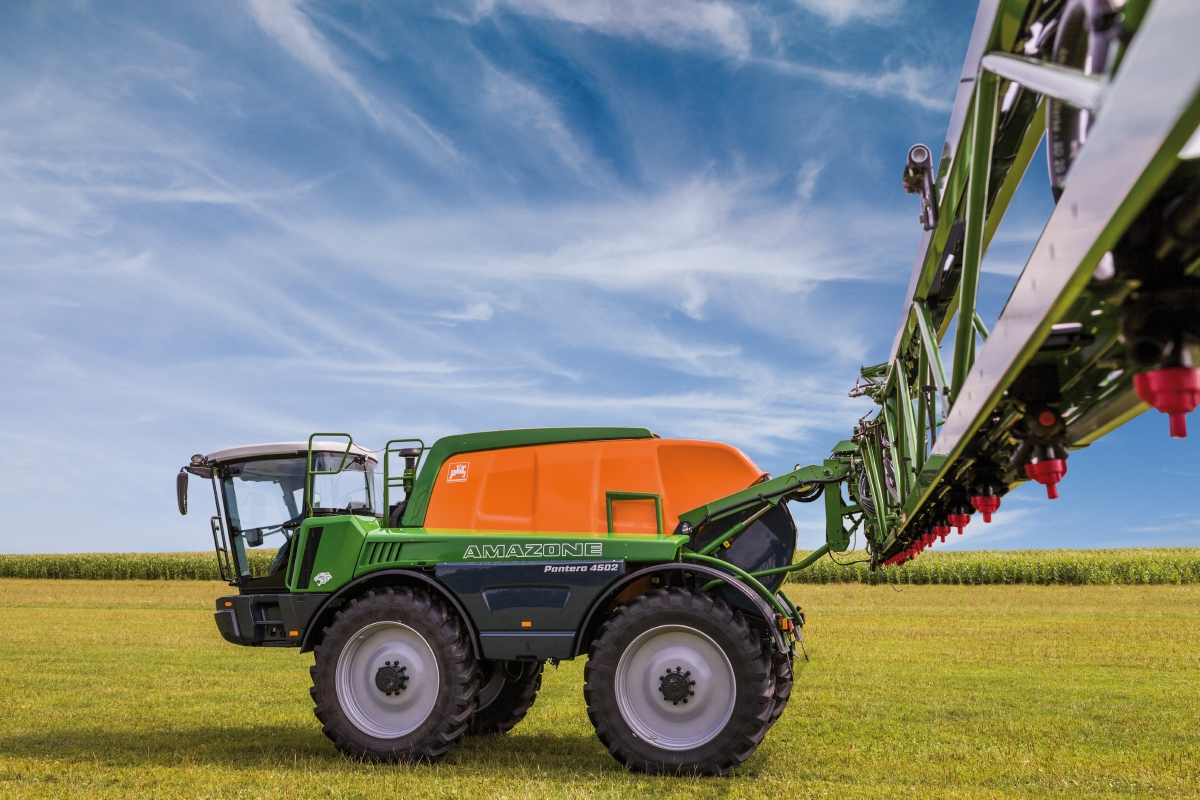
Selbstfahrende Pflanzenschutzspritze Pantera 4502
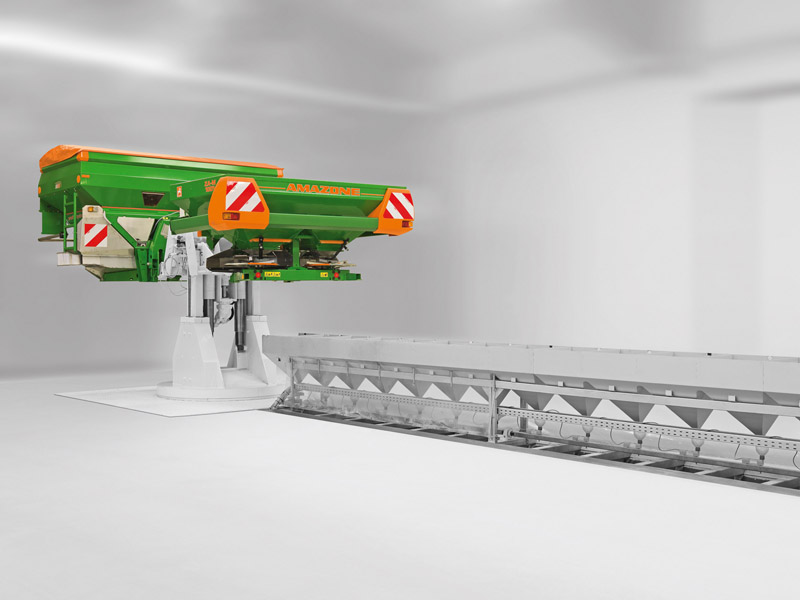
Die neue Testhalle für Düngerstreuer und Düngemittel
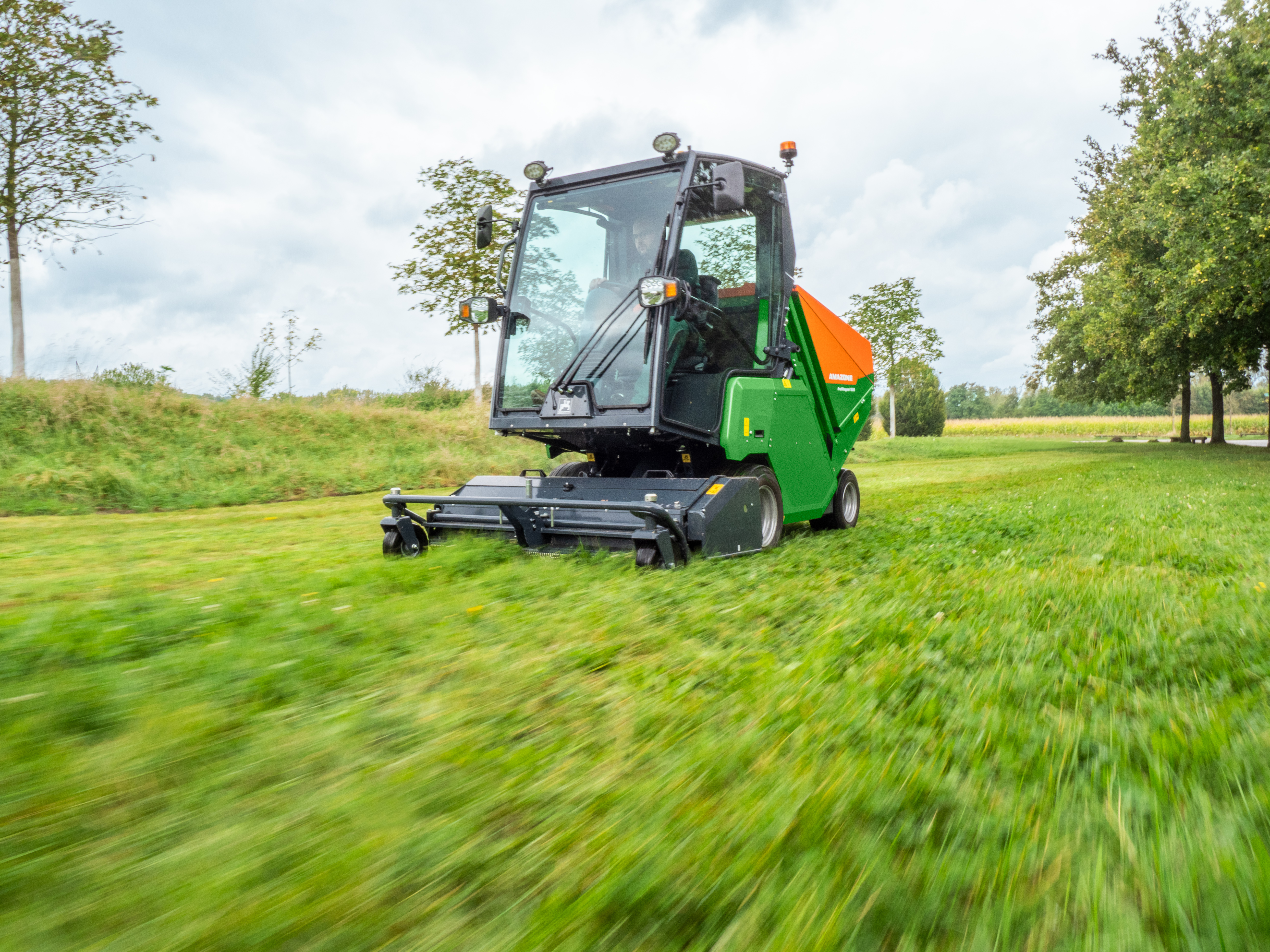
Profihopper 1500 Cab

## Auszeichnungen
- Deutschlands innovationsstärkste Mittelständler 2024: Rang 1[14]
- Farm Machine 2024 in der Kategorie Aussaat: Precea-TCC[15]
- Innovation Award in Silber 2023: CurveControl für Zentrifugalstreuer[16]
- DLG-ImageBarometer 2025: Platz 4[17]